# Doctrine Ulbricht
La doctrine Ulbricht, du nom du dirigeant est-allemand Walter Ulbricht, était la théorie selon laquelle la RFA et la RDA ne pourraient avoir de relations diplomatiques normales que si les deux états reconnaissaient pleinement leur souveraineté respective. 
Cette théorie allait à l'encontre de la doctrine Hallstein, politique ouest-allemande qui considérait l'Allemagne de l'Ouest comme le seul état allemand légitime. La vision est-allemande fut soutenue par les autres états communistes, notamment la Tchécoslovaquie, la Pologne, la Hongrie et la Bulgarie, qui acceptèrent de ne pas normaliser leurs relations avec l'Allemagne de l'Ouest tant que celle-ci n'aurait pas reconnu la souveraineté de l'Allemagne de l'Est. 
L'Allemagne de l'Ouest abandonna finalement la doctrine Hallstein, pour adopter l'Ostpolitik. En décembre 1972, un traité fondamental fut signé par les deux Allemagne, définissant les deux états allemands comme deux entités séparées. Le traité permit aussi un échange de missions diplomatiques et l'entrée des deux états allemands aux Nations unies. 